# Studio 89 Productions
 (août 2020).
Si vous disposez d'ouvrages ou d'articles de référence ou si vous connaissez des sites web de qualité traitant du thème abordé ici, merci de compléter l'article en donnant les références utiles à sa vérifiabilité et en les liant à la section « Notes et références ».
Studio 89 Productions est une société de production française créée le 21 décembre 1999, filiale du Groupe M6. La société produit des émissions comme Top Chef, Un dîner presque parfait, Chasseurs d'appart, Cauchemar en cuisine...
La société tire son nom du numéro de l'avenue Charles-de-Gaulle à Neuilly-sur-Seine où est implanté le siège du Groupe M6[réf. souhaitée].

## Émissions

### Magazines
- 80 à l'heure (2002-2004)
- Accès privé (2008-2013)
- Classé confidentiel (2005-2007)
- Duels de stars (2004)
- Jour J (2005-2007)
- Ma maison est la plus originale (2011-2013)
- Morning Café (2005-2008)
- Must Célébrités (2013-2014)
- Pif paf (2007-2010)
- Que sont devenues nos stars ? (2010)
- Toque Show (2017)

### Divertissement et Jeux
- Audition secrète (2018)
- Dressing challenge (2023)
- Happy Dog (2014-2015)
- Ice Show (2013)
- Incroyables transformations (2019-2023)[4]
- La Meilleure Danse (2011-2012)
- La Route des coffres (2023)
- Qui peut nous battre ? (depuis 2022)
- Rising Star (2014)
- Top Tendance (2011-2012)
- Un dîner presque parfait (2008-2014, et depuis 2015)

### Magazines de la vie
- Cauchemar en cuisine (depuis 2011)
- Chasseurs d'appart' (2015-2020)
- Mieux chez soi (2019-2022)

### Émissions musicales
- Club (2006-2009)
- Génération Hit (2003-2007)
- Génération Hit machine (2012-2018)
- Le Hit W9

### Télé-tirelire
- L'Alternative Live (2006-2008)
- Drôle de réveil ! (2007-2009)
- Star Six Music (2002-2009)
- Tubissimo (2002-2007)

### Émissions pour la jeunesse
- Disney Party (2009-2016)
- Kid et toi
- Tout le monde peut cuisiner (depuis 2015)

### Fiction
- Face au doute (depuis 2011)

### Télé-réalité
- Caméra Canapé (2021)
- Et si on se rencontrait ? (depuis 2021)
- Garde à vous ! (2016)
- L'Amour par défauts (2018)
- La Belle et ses princes presque charmants (2012-2014)
- Le château de mes rêves (2022-2024)
- The Cerveau (depuis 2024)
- Les Colocataires (2004)
- Les Princes de l'amour (2014-2022)
- Mariés au premier regard (depuis 2016)
- Mon invention vaut de l'or (2018-2019)
- Norbert, commis d'office (2015-2019)
- Norbert et Jean : Le Défi (2012-2014)
- Objectif Top Chef (2014-2023)
- The Power : qui a le pouvoir ? (depuis 2024)
- Retour au pensionnat à la campagne (2013)
- Le sens de l’effort (2019)
- Top Chef (depuis 2010)
- Les Traîtres (depuis 2022)
- Trompe-moi si tu peux! (2010)
- La vraie vie d’Eve Angeli (2007-2008)
- Wild, la course de survie (2018)
- Yolo, on ne vit qu'une fois (2013)

### Talk-show
- La Semaine dans le rétro (2011)
- Piquantes ! (depuis 2020)
- Sacrée Laurence (2007)